# Faramea jefensis
Faramea jefensis är en måreväxtart som beskrevs av John Duncan Dwyer och M.Victoria Hayden. Faramea jefensis ingår i släktet Faramea och familjen måreväxter. Inga underarter finns listade i Catalogue of Life.